# Isocianati

Struttura del gruppo isocianato

L'isocianato è il gruppo funzionale –N=C=O (1 azoto, 1 carbonio, 1 ossigeno) che non deve essere confuso con il gruppo funzionale cianato –O–C≡N. Ogni composto organico che contiene un gruppo isocianato è detto isocianato. Un isocianato può contenere anche più di un gruppo isocianato. Le molecole con due gruppi isocianati sono conosciuti come diisocianati. La principale applicazione di questi ultimi è la produzione di poliuretano per reazione con i polioli.

## Sintesi
La reazione chimica usata su scala industriale per la produzione di isocianati è stata scoperta da Hentschel nel 1884 e consiste nella reazione fra una molecola con un gruppo funzionale amminico e il fosgene. La reazione sostituisce il gruppo amminico con il gruppo isocianato.
R-NH2 + Cl2CO -> R-N=C=O + 2 HCl
Metodi comuni per la sintesi degli isocianati in laboratorio (ove il fosgene non è tipicamente disponibile) sono:
- La sostituzione del fosgene con derivati più facilmente maneggiabili ad esempio il difosgène o il trifosgene.
- La Degradazione di Hofmann delle ammidi per la produzione di cicloesano diisocianato.
- Il riarrangiamento di Curtius da azoturi acilici.
- Il riarrangiamento di Lossen dagli acidi idrossamminici.

## Chimica
Il carbonio del gruppo isocianato possiede una parziale carica positiva, visualizzabile con le formule di risonanza, che lo rende suscettibile di attacco nucleofilo.
R-N--C+=O <-> R-N=C=O <-> R-N=C+-O-
Il gruppo isocianato reagisce con il gruppo funzionale ossidrile per formare un legame uretanico. Un diisocianato posto a reagire con un poliolo con due o più gruppi ossidrile forma un polimero a catena lunga noto come poliuretano. Un gruppo isocianato reagisce anche con il gruppo amminico per formare il legame ureico. La reazione tra un diisocianato e un composto con due o più gruppi amminici forma un polimero a catena lunga noto come poliurea. I gruppi isocianati possono anche reagire con loro stessi formando trimeri (detti biureti) o ciclizzare.

## Composti comuni
Più di 277 isocianati diversi sono stati sintetizzati fra il 1934 e il 1949 tuttavia solo alcuni fra questi hanno trovato applicazioni su larga scala.

Difenilmetano 4,4'-diisocianato (MDI)

Il mercato mondiale per i diisocianati nell'anno 2000 era valutato in 4,4 milioni di tonnellate, così ripartito: 61,3 % difenilmetano diisocianato (MDI), 34,1 % toluendiisocianato (TDI), 3,4 % esametilendiisocianato (HDI) e isoforondiisocianato (IPDI) e il restante 1,2 % altri prodotti. Fra gli altri si distingue un isocianato monofunzionale noto come metilisocianato (MIC) utilizzato nella fabbricazione dei pesticidi.

## Pericoli e tossicità
Gli isocianati sono irritanti  per inalazione e contatto con la pelle. Il contatto con gli isocianati produce sensibilizzazione e asma. Dallo studio del metabolismo di certi chemioterapici si è notato come la maggior parte degli isocianati è citotossica e può essere cancerogena.
Le nitrosouree, usate largamente nel campo dei tumori ematologici e cerebrali, possono parzialmente originare isocianati dal loro metabolismo. Ad esempio, la carmustina (BCNU) genera il cloroetil-isocianato (Cl-CH2-CH2-N=C=O), che è risultato inibire molti gruppi sulfidrilici delle proteine, tra cui quello della DNA polimerasi (necessaria alla sintesi del DNA). La carmustina è anche un veleno della glutatione reduttasi, enzima dipendente dal NADPH+ che riduce il glutatione ossidato e contribuisce alle difese intracellulari contro l'attacco dei radicali liberi dell'ossigeno (RLOs). Esiste l'evidenza che oltre ad inibire l'enzima direttamente, il cloroetil-isocianato prodotto dal suo metabolismo abbia azione analoga.